# Суб Пиатра (Алба)
Суб Пиатра (рум. Sub Piatră) насеље је у Румунији у округу Алба у општини Салчуа. Oпштина се налази на надморској висини од 637 m.

## Становништво
Према подацима из 2002. године у насељу је живело 180 становника, од којих су сви румунске националности.